# Dancourt-Popincourt
Dancourt-Popincourt är en kommun i departementet Somme i regionen Hauts-de-France i norra Frankrike. Kommunen ligger i kantonen Roye som tillhör arrondissementet Montdidier. År 2022 hade Dancourt-Popincourt 152 invånare.

## Befolkningsutveckling
Antalet invånare i kommunen Dancourt-Popincourt
| Referens: INSEE |